# Carduncellus
Carduncellus là một chi thực vật có hoa trong họ Cúc (Asteraceae).

## Loài
Chi Carduncellus gồm các loài: